# هاچینسون جنوبی (کانزاس)
هاچینسون جنوبی (به انگلیسی: South Hutchinson) شهری در ایالت کانزاس کشور ایالات متحده آمریکا است که جمعیت آن در سرشماری سال ۲۰۱۰ میلادی، ۲٬۴۵۷ نفر بوده‌است.